# Epidamaeus parayunnanensis
Epidamaeus parayunnanensis – gatunek roztocza z kohorty mechowców i rodziny Damaeidae.
Gatunek ten został opisany w 2013 roku przez S. G. Ermilova i S. Kalúza.
Ciało długości od 464 do 514 μm i szerokości od 298 do 332 μm, żółte do jasnobrązowego. Powierzchnia oskórka włóknista i granulowana. Sensilli i szczecinki interlamelarne długie z biczykowatym wierzchołkiem. Spinae adnatae proste, umiarkowanych rozmiarów. Prodorsum o rostrum zaokrąglonym, opatrzone jedną (przednią) parą guzków prodorsalnych o trójkątnych zakończeniach i małymi guzkami bocznymi. Notogaster owalny, opatrzony cierniowatymi spinae adnatae na przedniej krawędzi. W dwóch prawie równoległych rowkach ustawione są cierniowate i nieco owąsione grzbietowe szczeciny notogastralne. Subcapitulum dłuższe niż szersze. Szczeciny adoralne cienkie. Przednia para guzków parastigmalnych cierniowata, zaś tylna guzkowata. Gatunek ten podobny jest do Epidamaeus yunnanensis, od którego różni się brakiem apofiz propodolateralnych i guzków wenterosejugalnych, szczecinami brzusznymi nieco owąsionymi, a szczecinami interlamelarnymi nie krótszymi od lamelarnych.
Roztocz znany wyłącznie z indyjskich stanów Arunachal Pradesh i Asam.